# Paul Goosmann
Paul Goosmann (* 12. Dezember 1906 in Bremen; † 21. Mai 1992 in Bremen) war ein deutscher Pädagoge, Gewerkschafter und Politiker (SPD).

## Biografie
Paul Goosmann wurde am 12. Dezember 1906 als Sohn des Bürodirektors Paul Goosmann (1881–1965) und seiner Ehefrau Conradine Friederike Wilhelmine geb. Wöltjen (1883–1967) in der Bremer Neustadt geboren.

### Ausbildung und Beruf
Nach dem Besuch des Gymnasiums an der Hamburger Straße absolvierte er von 1920 bis 1926 das Bremer Lehrerseminar. Im Anschluss arbeitete er als Volksschullehrer im Landerziehungsheim Walkemühle bei Melsungen. Er bestand 1927 das zweite Lehrerexamen und war dann als Lehrer in Bremen tätig; 1927/28 an der Landschule am Lehester Deich und von 1928 bis 1933 an der Versuchsschule an der Helgolander Straße.
Nach der Machtübernahme der Nationalsozialisten wurde Goosmann im Juli 1933 als Lehrer auf der Grundlage des Gesetzes zur Wiederherstellung des Berufsbeamtentums vom Dienst suspendiert. In der Folgezeit verdingte er sich zunächst als Handelsvertreter, später dann als Lehrer in einem Bremer Sportverein und an einer Privatschule. Von 1940 bis 1942 war er erneut als Lehrer im öffentlichen Dienst tätig. Von 1942 bis 1945 nahm er als Soldat am Zweiten Weltkrieg teil. 1944 erlitt er eine schwere Kriegsverletzung.
Goosmann kehrte im September 1945 nach Bremen zurück und war von 1945 bis 1974 Dozent, später Professor in der Lehrerbildung, im Pädagogischen Seminar, an der Pädagogischen Hochschule Bremen und an der 1971 gegründeten Universität Bremen. Darüber hinaus war er seit 1946 Vorsitzender des Vereins Bremer Lehrer und Lehrerinnen (VBLL). Als solcher beteiligte er sich 1947/48 an der Gründung der Gewerkschaft Erziehung und Wissenschaft (GEW), deren Bremer Landesverband er bis 1955 leitete.

### Politik
Goosmann war seit 1924 Mitglied der Sozialistischen Arbeiterjugend (SAJ), schloss sich 1925 dem Internationalen Sozialistischen Kampfbund (ISK) an und trat in die SPD ein. Nach 1945 war er erneut SPD-Mitglied und von 1955 bis 1959 Abgeordneter der Bremischen Bürgerschaft.

### Privat
Gossmann war seit dem 21. April 1934 mit der Stenotypistin Irmgard Karola geb. Petersen (1910–2002) verheiratet. Die Eheschließung fand in Bremen statt. Paul Goosmann starb am 21. Mai 1992 um 16:00 Uhr im Zentralkrankenhaus Bremen-Ost im Alter von 85 Jahren. Er wohnte zuletzt Zum Fichtenhof 2A in Bremen.